# 라디오 동의보감
라디오 동의보감은 MBC 표준FM(수도권 FM 95.9MHz, AM 900kHz, 원주 FM 92.7MHz, 태기산 102.5MHz, AM 1242kHz, 강릉 FM 96.3MHz, AM 1287kHz, 삼척, 동해 FM 93.1MHz, 태백 FM 101.5MHz, AM 1350kHz, 목포 FM 89.1MHz, AM 1386kHz, 여수 FM 100.3MHz, AM 1080kHz, 안동 FM 100.1MHz, AM 1017kHz, 포항, 경주 FM 100.7MHz, 울진 FM 102.7MHz, 울릉 FM 98.5MHz, AM 1107kHz, 울산 FM 97.5MHz, AM 846kHz)에서 1993년 10월 11일부터 2007년 4월 21일까지 14년간 매주 월요일에서 토요일 아침 8시 30분부터 아침 8시 35분까지 방송된 건강정보 전문 라디오 프로그램이다.

## 역대 방송시간
- 1993년 10월 11일 ~ 1997년 3월 2일 : 매일 아침 8시 35분 ~ 아침 8시 40분
- 1997년 3월 3일 ~ 2007년 4월 21일 : 매일 아침 8시 30분 ~ 아침 8시 35분
- 1998년 1월 5일 ~ 1999년 3월 31일 : 매일 아침 8시 25분 ~ 아침 8시 30분
- 1999년 4월 1일 ~ 2007년 4월 21일 : 매주 월~토요일 아침 8시 30분 ~ 아침 8시 35분

## 역대 진행자
- 신재용 한의사
- 한방소아과 최혁용
- 한의학박사 이재성
- 김용석

## 같이 보기
관련 항목
- 건강

방송 프로그램
- VJ클럽 (KBS 2TV)
- PD수첩, TV특종 놀라운 세상 (MBC TV)
- 순간포착 세상에 이런일이 (SBS TV)
- 특종세상 (MBN)
- 코리아 헌터, NEW 코리아 헌터, 아시아 헌터 (TV조선)
- 김현철의 디스크쇼 (MBC 표준FM)